# Aspergillus lucknowensis
Aspergillus lucknowensis är en svampart som beskrevs av J.N. Rai, J.P. Tewari & S.C. Agarwal 1968. Aspergillus lucknowensis ingår i släktet Aspergillus och familjen Trichocomaceae.   Inga underarter finns listade i Catalogue of Life.